# Вайлер-Монцинген
Вайлер-Монцинген (нем. Weiler bei Monzingen) — община в Германии, в земле Рейнланд-Пфальц. 
Входит в состав района Бад-Кройцнах. Подчиняется управлению Бад Зобернхайм.  Население составляет 459 человек (на 31 декабря 2010 года). Занимает площадь 5,87 км².